# Смолл Сімба (футбольний клуб)
Футбольний клуб Смолл Сімба або просто Смолл Сімба (англ. Small Simba Soccer Club) — професіональний танзанійський та занзібарський футбольний клуб з Занзібару, розташований на однойменному острові.

## Історія
Заснований у 1936 рік у місті Унгуджа, таким чином «Смолл Сімба» є найстарішим футбольним клубом Занзібару. Один з науспішніших клубів Занзібару, який 5 разів вигравав місцеву Прем'єр-лігу, а в 1990 році стала переможцем кубку Танзанії. З 2005 року, коли Занзібар став членом КАФ, клуб виступає в чемпіонаті Занзібару, але в 2001 році «Смолл Сімба» залишив Прем'єр-лігу. Тим не менше клуб встиг зіграти в кубку КЕСАФА, членом якого є в тому числі й Занзібар. Завдяки успішним виступам у національних змаганнях у 80-х та 90-х роках XX століття «Смолл Сімба» неодноразово кваліфікувався для участі в континентальних змаганнях, але щоразу або відмовлявся від участі в них або припиняв боротьбу вже в першому ж раунді змагання.

## Досягнення
- Прем'єр-ліга Занзібару
  -  Чемпіон (5): 1983, 1985, 1988, 1991, 1995

- Кубок Танзанії
  -  Володар (1): 1990

## Статистика виступів
| Сезон | Турнір                     | Раунд      | Клуб               | Вдома | На виїзді | Загалом |
| ----- | -------------------------- | ---------- | ------------------ | ----- | --------- | ------- |
| 1991  | Кубок володарів кубків КАФ | Попередній | Мбабане Гайлендерс | 1-0   | 1-3       | 2-3     |

## Відомі гравці
- Сулейман Жабір[2]